# Tatort: Hetzjagd
Hetzjagd ist ein Fernsehfilm aus der Krimireihe Tatort. Der vom SWR produzierte Beitrag wurde am 14. Februar 2021 im Ersten Programm der ARD ausgestrahlt. In dieser 1156. Tatort-Folge ermitteln die Ludwigshafener Ermittlerinnen Lena Odenthal und Johanna Stern in ihrem 73. bzw. 14. Fall.

## Handlung
Der junge rechtsextreme Ludger Reets plant, Tillmann Meinecke, den Veranstalter von „Rock gegen Rechts“-Konzerten, zu ermorden. Am Rheinufer findet er Meinecke erschossen vor; in der Nähe, am Flussufer, sieht er eine Frau, die im Nebel steht und eine Kapuze trägt. Zusammen mit seiner Freundin Hedwig Joerges flieht er in einem PKW. Bei einer Polizeikontrolle erschießt er in Panik die Polizistin Katja Winter und wird festgenommen; Hedwig Joerges kann fliehen und einen Polizisten, der sie verfolgt, abhängen.
Die Ludwigshafener Kommissarinnen Lena Odenthal und Johanna Stern befragen Meineckes Freundin Maria Karich, die vor kurzem von einem Studienaufenthalt in den USA zurückgekehrt ist. Meinecke hatte viele Drohungen aus rechtsextremen Kreisen erhalten; seine Bitte um Polizeischutz war jedoch abgelehnt worden. Auch der Verfassungsschützer Leonhardt ist an dem Fall interessiert.
Meinecke wurde mit einer anderen Waffe erschossen als Winter, am Tatort werden außer den Schuhspuren von Reets auch Spuren eines amerikanischen Frauensportschuhs in der Größe 41 gefunden. Während Reets eine Falle des Verfassungsschutzes vermutet, weist Leonhardt auf die flüchtige Joerges als Verdächtige.
Die Kommissarinnen finden heraus, dass Meinecke während Maria Karichs USA-Aufenthalts wohl ein Verhältnis mit Marias Mutter Julia hatte. Odenthal ruft Julia Karichs an und stellt ihr eine Falle, wodurch Odenthal von Julia Karichs erfährt, dass Maria Schuhgröße 38 und Julia Größe 41 hat.
Maria Karich und Hedwig Joerges streifen durch Mannheim und treffen rein zufällig an einem Imbiss-Stand aufeinander. Beide suchen eine Bleibe für die Nacht und nehmen gemeinsam ein Hotelzimmer.
Als Maria am Morgen erkennt, dass Hedwig und ihr Freund die Ermordung von Tillmann Meinecke geplant hatten, verletzt Maria Hedwig schwer mit einem Messer. Sie ruft Odenthal an und meint, dass sie die Mörderin hat. Jedoch erfährt sie, dass ihre Mutter gerade bei der Polizei verhört wird. Julia Karich gesteht ihrer Tochter im Beisein der Kommissarin, dass sie Meinecke aus Eifersucht getötet hat.
Maria Karich wird abgeführt, Hedwig Joerges ins Krankenhaus eingeliefert.

## Hintergrund
Der Film wurde vom 3. März 2020 bis zum 15. Juli 2020 in Ludwigshafen, Karlsruhe und Baden-Baden gedreht. Die Arbeiten mussten wegen der COVID-19-Pandemie bis zum Juni unterbrochen werden. Dadurch wechselt in Außenaufnahmen der jahreszeitlich bedingte Vegetationsstand.

## Rezeption

### Einschaltquote
Die Erstausstrahlung von Hetzjagd am 14. Februar 2021  wurde in Deutschland von 9,16 Millionen Zuschauern gesehen und erreichte einen Marktanteil von 25,6 % für Das Erste.

### Kritik
Der Filmdienst bewertete den Film mit einem von fünf möglichen Sternen und beurteilte ihn ablehnend als einen Krimi „voller unwahrscheinlicher Entwicklungen und steifer Dialogwechsel.“ Er scheitere durch „die fast durchweg plumpe Schwarz-Weiß-Zeichnung der Figuren […] auf ganzer Linie darin, etwas Relevantes zu rechtsradikalen Auswüchsen zu vermitteln.“ Auch Christian Buß äußerte im Spiegel seine Unzufriedenheit mit der Thematisierung rechter Gewalt, die in dem Film zur reinen Geschmacksfrage verkomme. Er vergab zwei von zehn Punkten.